# ورزشگاه آیگ
ورزشگاه آیگ (ارمنی: Այգ Մարզադաշտ) ورزشگاه فوتبال در آرارات، ارمنستان و ورزشگاه خانگی آراکس آرارات آ و باشگاه فوتبال ایمپالس است.
ظرفیت آن ۱٬۲۸۰ نفر است.

## نگارخانه

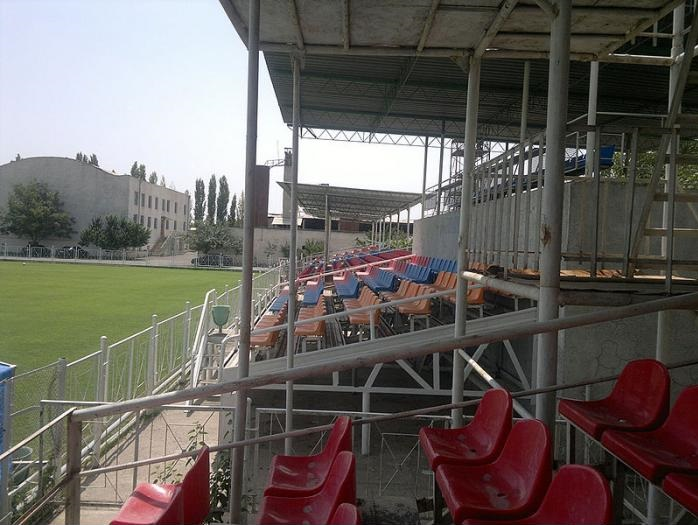
جایگاه اصلی